# Frute
Frute ist in den nordischen Sagen und der deutschen Heldensage (Nibelungensage und Kudrunsage) ein Held, sowie Freund und Ratgeber des Horand. Er zeichnet sich vor allem durch seine Klugheit aus.
Er entführt gemeinsam mit Horand und dem alten Wate, als Kaufleute verkleidet, Hagens Tochter Hilde aus Irland für den König Hetel von Hegelingen. Später kämpften sie mit Hagen, der den Räubern nachgesetzt war.